# Бакланов, Григорий Митрофанович
Григорий Митрофанович Бакланов (14 октября 1911, село Борисовка, теперь Запорожской области — 20 октября 1979, Киев) — советский государственный деятель, министр промышленности строительных материалов УССР, Заслуженный строитель УССР. Депутат Верховного Совета УССР 7—9-го созывов. Кандидат в члены ЦК КПУ (1966—1979). Кандидат технических наук.

## Биография
С 1926 г. — рабочий, помощник машиниста, машинист вращающихся печей Амвросиевского цементного завода Сталинского округа.
Член ВКП(б) с 1931 года.
Образование высшее. Окончил Каменец-Подольский силикатный институт.
В 1934 — 1938 г. — сменный мастер Вольского цементного завода «Большевик» Саратовского края РСФСР, начальник цеха Днепродзержинского цементного завода Днепропетровской области, директор Кричевского цементного завода Белорусской ССР.
В 1938 — 1941 г. — начальник Главцемента Наркомата тяжелой промышленности СССР.
В 1941 — 1945 г. — в Красной армии. Участник Великой Отечественной войны с 1941 года. Служил начальником Политического отдела 131-й отдельной стрелковой бригады 11-го стрелкового корпуса, заместителем начальника Политического отдела 316-й стрелковой дивизии 9-й армии. Воевал на Западном, Калининском, Центральном, Закавказском, Северо-Кавказском, 1-м Украинском фронтах. Затем служил в Военной академии имени Ворошилова.
В 1946 — 1948 г. — начальник Главного управления республиканской промышленности, секретарь партийного комитета Министерства промышленности строительных материалов СССР.
С 1948 г. — заместитель министра промышленности строительных материалов РСФСР.
Окончил Высшую партийную школу при ЦК КПСС.
5 мая 1956 — 1 февраля 1957 г. — министр промышленности строительных материалов Казахской ССР.
В 1958 — октябре 1965 г. — заместитель, 1-й заместитель председателя Государственного Комитета Совета Министров Украинской ССР по делам строительства (Госстроя СССР).
23 октября 1965 — 20 октября 1979 г. — министр промышленности строительных материалов Украинской ССР.
Похоронен в Киеве на Байковом кладбище.

## Звание
- майор.

## Награды
- орден Ленина;
- трижды Орден Трудового Красного Знамени;
- дважды Орден Красной Звезды (18.03.1943, 26.10.1943);
- медали;
- Заслуженный строитель Украинской ССР (1962).